# 디에고 부오나노테
디에고 마리오 부오나노테 렌데(Diego Mario Buonanotte Rende, 1988년 4월 19일, 테오데리나 ~ )는 아르헨티나의 축구 선수이다. 2006년 리버 플레이트 입단으로 프로 축구 무대에 데뷔하였다. 2008년에 제29회 베이징 올림픽 축구 아르헨티나 국가대표와 아르헨티나 U-23 축구 국가대표 소속이었다. AEK 아테네를 거쳐 스포르팅 크리스탈의 미드필더로 활약중이다.